# Habronattus borealis
Habronattus borealis es una especie de araña saltadora del género Habronattus, familia Salticidae. Fue descrita científicamente por Banks en 1895.
Habita en los Estados Unidos y Canadá. Las especies son de color marrón-negro, y tienen la cara de color rojo.

## Descubrimiento
La especie fue descubierta por un aracnólogo estadounidense llamado J. H. Emerton, en junio de 1901. Durante ese mes de verano, él y otro aracnólogo, George Peckham, tropezaron con la especie mientras atravesaban marismas salinas. Al principio, pensaron que era una araña de la misma especie llamada H. coecatus. Pero resultó ser solo una especie diferente de un tamaño diferente. Incluso hoy en día, las personas aún pueden encontrar las criaturas en el mismo lugar en el que se encontraron. George Peckham y su hija publicaron los estudios en América del Norte y también fueron coautores de un trabajo fundamental.